# ایوار برندولد
ایوار برندولد (به انگلیسی: Ivar Brandvold) (زاده ۱۹۵۶) کارآفرین، بازرگان و مدیر ارشد اجرایی نروژی است، که در حال حاضر به‌عنوان مدیر عامل اجرایی شرکت فرد. اولسن انرژی فعالیت می‌کند.